# جوديث جودريش
جوديث جودريش (بالفرنسية: Judith Godrèche)‏ هي روائية وكاتِبة وكاتبة سيناريو ومخرجة وممثلة فرنسية، ولدت في 23 مارس 1972 بباريس في فرنسا.

## أعمال

### أفلام
- (1988) مواسم السرور
- (1998) الرجل ذو القناع الحديدي[6][7]
- (2009) النمر الوردي 2[8][9]
- (2010) بوتيش[10]
- (2013) ستوكر[11]

## وصلات خارجية
- جوديث جودريش على موقع IMDb (الإنجليزية)
- جوديث جودريش على موقع ألو سيني (الفرنسية)
- جوديث جودريش على موقع ميوزك برينز (الإنجليزية)
- جوديث جودريش على موقع أول موفي (الإنجليزية)
- جوديث جودريش على موقع قاعدة بيانات الأفلام السويدية (السويدية)
- جوديث جودريش على موقع ديسكوغز (الإنجليزية)
- جوديث جودريش على موقع قاعدة بيانات الفيلم (الإنجليزية)
- جوديث جودريش على موقع كينوبويسك (الروسية)